# Landgericht Stendal

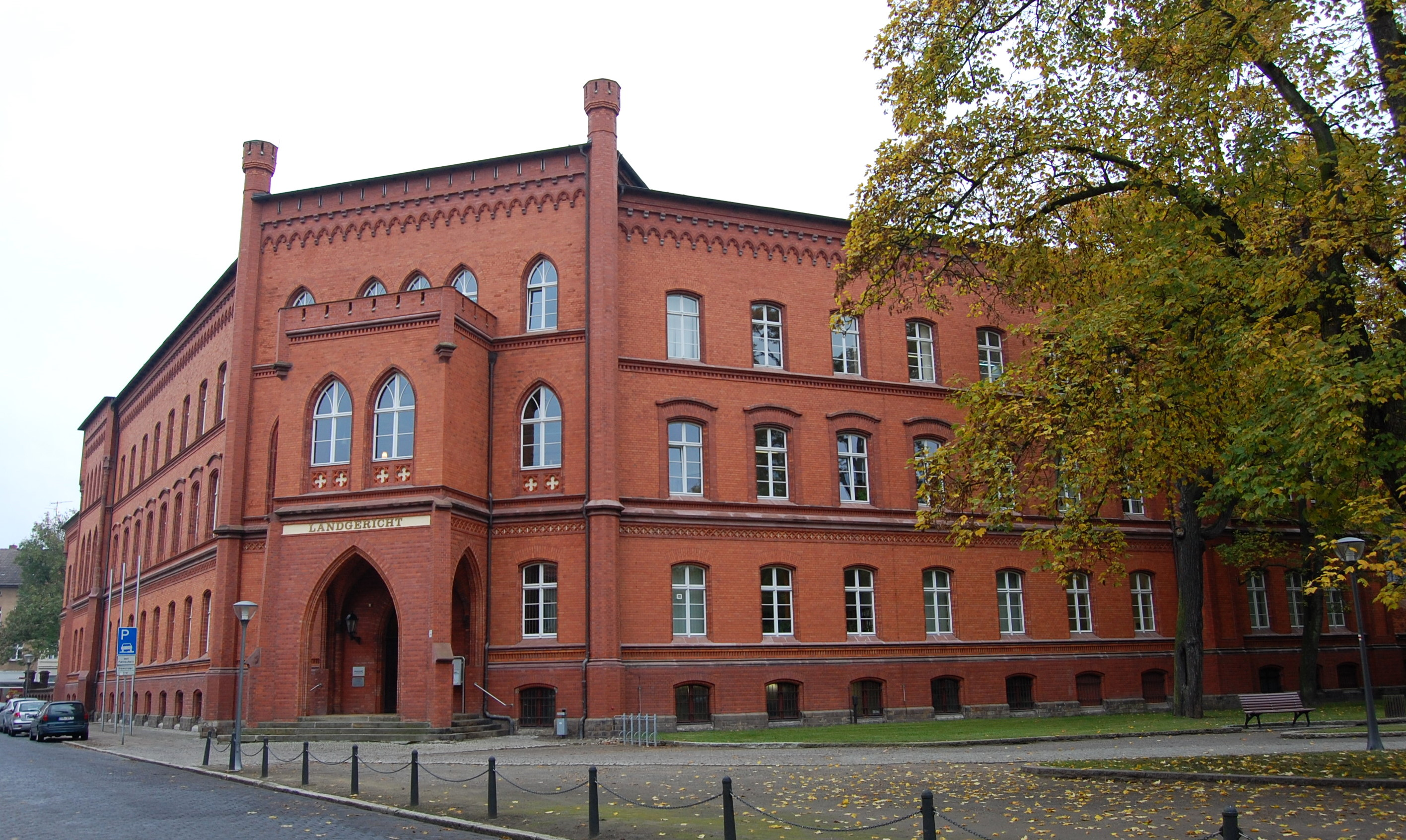
Landgericht Stendal (2011)

Das Landgericht Stendal ist ein Gericht der ordentlichen Gerichtsbarkeit und eines von vier Landgerichten in Sachsen-Anhalt. Es hat seinen Sitz in Stendal.

## Gerichtsbezirk
Zum Gerichtsbezirk gehören die Amtsgerichte Burg, Gardelegen, Salzwedel und Stendal. Damit erstreckt sich die Zuständigkeit auf die Landkreise Stendal, Jerichower Land und den Altmarkkreis Salzwedel. Dem Landgericht Stendal ist das Oberlandesgericht Naumburg übergeordnet.

## Geschichte
In Stendal bestand von 1849 bis 1879 das Kreisgericht Stendal. Im Rahmen der Reichsjustizgesetze wurden 1879 einheitlich Amt-, Land- und Oberlandesgerichte gebildet. Das königlich-preußische Landgericht Stendal wurde mit Wirkung zum 1. Oktober 1879 als eines von 16 Landgerichten im Bezirk des Oberlandesgerichtes Naumburg gebildet. Der Sitz des Gerichtes war Stendal. Das Landgericht war danach für die Landkreise Osterburg, Salzwedel und Stendal, den größten Teil der Kreise Gardelegen und Jerichow II zuständig. Ihm waren folgende Amtsgerichte zugeordnet:
| Amtsgericht                    | Sitz                | Bezirk |
| ------------------------------ | ------------------- | --- |
| Amtsgericht Arendsee           | Arendsee            | aus dem Kreis Osterburg der Stadtbezirk Arendsee, die Amtsbezirke Remontedepot, Arendsee, Callehne, Heiligenfelde und Mechau, aus dem Amtsbezirk Aulofen die Gemeindebezirke Bömenzien, Deutsch, Drösede und Gollensdorf und der Gutsbezirk Klein-Capermoor, aus dem Amtsbezirk Bretsch die Gemeindebezirke Gagel, Leppin und Reulingen, aus dem Amtsbezirk Cossebau die Gemeindebezirke Cossebau und Rathsleben sowie aus dem Amtsbezirk Pollitz der Gemeindebezirk Harpe                       |
| Amtsgericht Beetzendorf        | Beetzendorf         | aus dem Kreis Salzwedel die Amtsbezirke Groß-Apenburg, Beetzendorf, Jeeben, Jübar, Mehmke, Rohrberg und Wismar |
| Amtsgericht Bismarck           | Bismarck            | aus dem Kreis Stendal der Stadtbezirk Bismarck und die Amtsbezirke Badingen, Bismarck, Hohenwulsch und Kläden |
| Amtsgericht Calbe an der Milde | Calbe an der Milde  | aus dem Kreis Gardelegen der Amtsbezirk Kakerbeck ohne den Gemeindebezirk Lockstedt und den Gutsbezirk Jemmeritz sowie aus dem Amtsbezirk Zichtau die Gemeindebezirke Wernstedt und Faulenhorst; aus dem Kreis Salzwedel der Stadtbezirk Calbe und die Amtsbezirke Brunau, Jeetze, Calbe, Vienau und Zethlingen |
| Amtsgericht Clötze             | Clötze              | aus dem Kreis Gardelegen der Stadtbezirk Clötze, die Amtsbezirke Clötze, Forst und Dannefeld, aus dem Amtsbezirk Kakerbeck den Gemeindebezirk Lockstedt und den Gutsbezirk Jemmeritz, aus dem Amtsbezirk Zichtau die Gemeindebezirke Breitenfeld, Quarnebeck und Schwiesau sowie aus dem Kreis Salzwedel die Amtsbezirke Cunrau und Immekath |
| Amtsgericht Gardelegen         | Gardelegen          | der Kreis Gardelegen ohne die Teile, die den Amtsgerichten Calbe, Clötze, Neuhaldensleben, Oebisfelde und Weferlingen zugeordnet waren |
| Amtsgericht Genthin            | Genthin             | der Kreis Jerichow II ohne die Teile, die den Amtsgerichten Burg, Jerichow und Sandau zugeordnet waren |
| Amtsgericht Jerichow           | Jerichow            | aus dem Kreis Jerichow II der Stadtbezirk Jerichow und die Amtsbezirke Jerichow, Hohengöhren, Schönhausen, Wudicke, Wust und Zollchow |
| Amtsgericht Oebisfelde         | Oebisfelde          | aus dem Kreis Gardelegen der Stadtbezirk Oebisfelde, die Amtsbezirke Kaltendorf, Rätzlingen und Wolfsburg und den Amtsbezirk Wegenstedt ohne den Gemeindebezirk Wieglitz |
| Amtsgericht Osterburg          | Osterburg           | der Kreis Osterburg ohne die Teile, die den Amtsgerichten Arendsee, Sandau und Seehausen zugeordnet waren |
| Amtsgericht Salzwedel          | Salzwedel           | der Kreis Salzwedel ohne die Teile, die den Amtsgerichten Beetzendorf, Calbe und Clötze zugeordnet waren |
| Amtsgericht Sandau             | Sandau              | aus dem Kreis Jerichow II der Stadtbezirk Sandau und die Amtsbezirke Camern, Kuhlhausen, Neuermark, Scharlibbe, Schollene und Wulkau; aus dem Kreis Osterburg aus dem Amtsbezirk Berge das Möwenwerder |
| Amtsgericht Seehausen          | Seehausen (Altmark) | aus dem Kreis Osterburg die Stadtbezirke Seehausen und Werben, die Amtsbezirke Groß-Beuster, Falkenberg, Schönberg, Vielbaum, Wahrenberg, Wendenmark und das Dömänen-Amt Werden, der Amtsbezirk Aulofen ohne die Gemeindebezirke Bömenzien, Deutsch, Drösede und Gollensdorf und der Gutsbezirk Klein-Capermoor, der Amtsbezirk Berge ohne das Möwenwerder, der Amtsbezirk Bretsch ohne die Gemeindebezirke Gagel, Leppin und Reulingen und der Amtsbezirk Pollitz ohne den Gemeindebezirk Harpe |
| Amtsgericht Stendal            | Stendal             | der Kreis Stendal ohne die Teile, die den Amtsgerichten Bismarck und Tangermünde zugeordnet waren |
| Amtsgericht Tangermünde        | Tangermünde         | aus dem Kreis Stendal der Stadtbezirk Tangermünde, die Amtsbezirke Buch, Grieben und Weißewarthe, aus dem Amtsbezirk Demker die Gemeindebezirke Elversdorf und Grobleben, aus dem Amtsbezirk Hämerten den Gemeindebezirk Carlbau sowie aus dem Amtsbezirk Miltern, die Gemeindebezirke Miltern, Ostheeren und Westheeren |
| Amtsgericht Weferlingen        | Weferlingen         | aus dem Kreis Gardelegen die Amtsbezirke Behnsdorf, Flechtingen, Walbeck und Weferlingen |

Der  Landgerichtsbezirk hatte 1888 zusammen 247.459 Einwohner. Am Gericht waren ein Präsident, ein Direktor und sechs Richter tätig.
Im Zweiten Weltkrieg wurden eine Reihe von Gerichten aufgehoben und nach dem Krieg teilweise anderen Landgerichten zugeordnet. Zum Landgericht Stendal gehörten zum 1. Juli 1947 folgende Amtsgerichte: Gardeleben, Osterburg, Stendal und Salzwedel. Im Jahre 1952 wurden in der DDR die Landgerichte abgeschafft und einheitlich Kreis- und Bezirksgerichte geschaffen. Stendal kam zum Kreis Stendal, entsprechend entstand das Kreisgericht Stendal im Bezirk des Bezirksgerichtes Magdeburg. Nach dem Zusammenbruch der DDR wurde das Landgericht Stendal 1992 erneut gebildet.

## Gebäude
Das Gebäude des Landgerichtes wurde 1876–1879 rechtzeitig zum Inkrafttreten des neuen Gerichtsverfassungsgesetzes erbaut. Es beherbergte zunächst auch das Amtsgericht und die Staatsanwaltschaft. Im Obergeschoss befindet sich eine Bildergalerie aller Bundeskanzler und Bundespräsidenten Deutschlands. Auch andere Bilder regionaler Künstler werden zeitweise dort ausgestellt.

## Behördenleitung
Ab 1888 war Friedrich Wendorff Präsident des Landgerichtes Stendal. Von 1992 bis 2015 wurde das Landgericht – mit einer kurzen Unterbrechung im Jahr 1996 – von Dieter Remus (1950–2022) als Landgerichtspräsident geleitet. Von Februar 2017 bis Oktober 2019 war Frank Böger Präsident des Landgerichtes. Seitdem hat das Landgericht keinen Präsidenten (Stand: September 2023).